# زولیو سالدومباید

زولیو سالدومباید در سنین جوانی

زولیو سالدومباید (انگلیسی: Zoilo Saldombide؛ ۱۸ مارس ۱۹۰۵ – ۴ دسامبر ۱۹۸۱) یک بازیکن فوتبال اهل اروگوئه بود.
وی همچنین در تیم ملی فوتبال اروگوئه بازی کرده‌است.